# Eric Vanderaerden
Eric Vanderaerden (Herk-de-Stad, 11 februari 1962) is een voormalig Belgisch wielrenner die in de jaren tachtig reed voor de Panasonicploeg van Peter Post. 

## Carrière
Vanderaerden was professional van 1983 tot en met 1996 en won in zijn carrière 138 koersen en etappes, waaronder een touretappe in zijn debuutjaar en diverse klassiekers (oa. Ronde van Vlaanderen, Parijs-Roubaix, E3 Harelbeke en Gent-Wevelgem), maar ook de groene trui in de Ronde van Frankrijk 1986. 

## Ploegleider
Van 2005 tot 2006 was Vanderaerden ploegleider bij de kleinere Yawadoo-Colba-ABM ploeg waar ook zijn broer Gert onder contract stond. Eind augustus 2006 werd Vanderaerden ploegleider van Team Cyclingnews.com, een Australische continentale ploeg. In 2010 trad Vanderaerden in dienst van het nieuwe Qin Cycling Team.

## Belangrijkste overwinningen

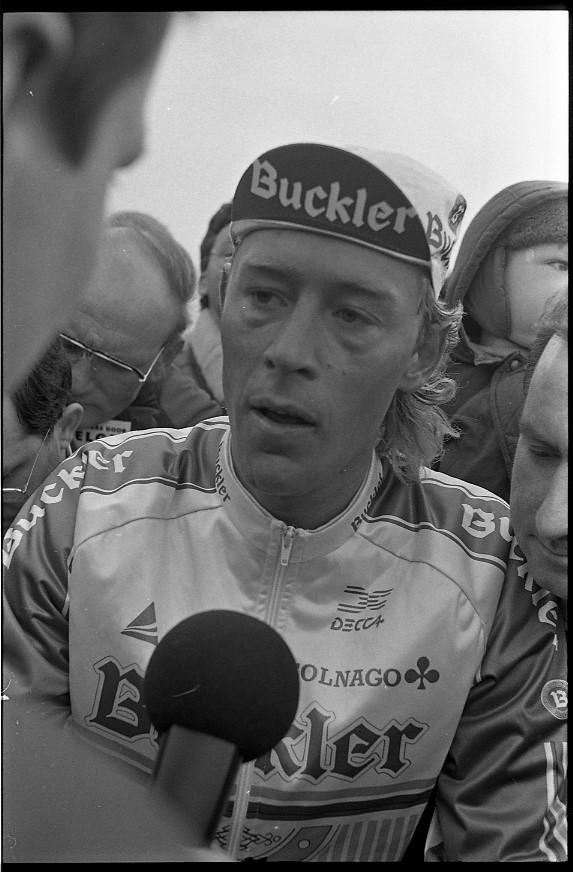
Eric Vanderaerden geeft een interview na zijn overwinning, Dwars door België 1991

1979
- Ronde van Vlaanderen, Junioren

1982
- Eindklassement Ronde van Wallonië

1983
- Proloog Midi Libre
- 2e etappe Midi Libre
- Proloog Ronde van Frankrijk
- 1e etappe Ronde van de Aude
- 2e en 11e etappe Ronde van Spanje
- Proloog Parijs-Nice
- 7e etappe deel A Parijs-Nice

1984
- Parijs-Brussel
- Belgisch kampioenschap wielrennen
- 2e etappe Ronde van Nederland
- 10e en 23e etappe Ronde van Frankrijk
- Proloog, 2e en 7e etappe Ronde van Zwitserland
- 1e en 3e etappe Vierdaagse van Duinkerke
- 1e (deel A) en 3e etappe Driedaagse van De Panne-Koksijde

1985
- 6e etappe Tirreno-Adriatico
- Gent-Wevelgem
- Ronde van Vlaanderen 1985
- 1e en 5e (deel A) etappe Ronde van Nederland
- Eindklassement Ronde van Nederland
- Grote Prijs Eddy Merckx
- 13e en 19e etappe Ronde van Frankrijk
- 4e etappe Ronde van Zwitserland
- Proloog en 1e etappe Ronde van de Middellandse Zee
- 1e (deel B) en 3e etappe Driedaagse van De Panne-Koksijde
- Ronde van Limburg
- 1e etappe Ster van Bessèges

1986
- 1e etappe Ronde van Ierland
- E3 Prijs Vlaanderen
- 1e (deel A) etappe Driedaagse van De Panne-Koksijde
- Eindklassement Driedaagse van De Panne-Koksijde
- Dwars door Vlaanderen
- 4e (deel A) etappe Ronde van Nederland
- Puntenklassement Ronde van Frankrijk
- Brussel-Ingooigem
- 2e en 5e (deel B) etappe Ronde van de Middellandse Zee
- Trofeo Mallorca

1987
- 1e (deel A), 2e en 3e etappe Driedaagse van De Panne-Koksijde
- Eindklassement Driedaagse van De Panne-Koksijde
- Parijs-Roubaix
- Grote Prijs Eddy Merckx
- 4e etappe Ronde van de Middellandse Zee
- 5e etappe Ronde van Denemarken

1988
- 1e (deel B) en 2e etappe Driedaagse van De Panne-Koksijde
- Eindklassement Driedaagse van De Panne-Koksijde
- 5e etappe Tirreno Adriatico
- 4e en 5e etappe Vierdaagse van Duinkerke
- Ronde van Limburg

1989
- 1e (deel A en B) etappe Driedaagse van De Panne-Koksijde
- Eindklassement Driedaagse van De Panne-Koksijde
- 5e etappe Ruta del Sol
- 4e etappe Ronde van Nederland
- 3e etappe Deel B Ronde van Luxemburg
- 1e etappe Ronde van Zwitserland
- 2e, 3e, 4e en 5e etappe Ronde van Ierland
- Eindklassement Ronde van Ierland
- 3e, 5e, 6e en 7e etappe Tour DuPont
- 4e etappe Siciliaanse Wielerweek
- 1e etappe Ronde van Zwitserland
- Grote Prijs Raymond Impanis
- Zesdaagse van Antwerpen

1990
- Zesdaagse van Antwerpen
- 5e etappe Tirreno Adriatico
- 4e etappe Ronde van Nederland
- 1e etappe deel B Ronde van Luxemburg
- 2e en 3e etappe Ster van Bessèges
- 1e etappe Deel B Driedaagse van De Panne-Koksijde

1991
- Dwars door Vlaanderen
- 5e etappe Ronde van Luxemburg
- 1e etappe Ronde van Ierland

1992
- GP Wielerrevue
- 17e etappe Ronde van Spanje
- 2e etappe Ronde van Ierland

1993
- Eindklassement Driedaagse van De Panne-Koksijde
- 3e etappe Ster van Bessèges

## Resultaten in voornaamste wedstrijden
| Jaar | Ronde van Italië | Ronde van Frankrijk | Ronde van Spanje |
| ---- | ---------------- | ------------------- | ---------------- |
| 1983 |                  | opgave (1)          | opgave (2)       |
| 1984 |                  | 90e (2)             |                  |
| 1985 |                  | 87e (2)             |                  |
| 1986 | 124e             | 125e                |                  |
| 1987 |                  |                     |                  |
| 1988 | 75e              | opgave              |                  |
| 1989 |                  | opgave              |                  |
| 1990 |                  | opgave              |                  |
| 1991 |                  | 127e                | 102e             |
| 1992 |                  | opgave              | 132e (1)         |
| 1993 |                  | opgave              |                  |
| 1994 | opgave           |                     | 116e             |
| 1995 |                  | opgave              |                  |

| Jaar | Milaan-San Remo | Gent-Wevelgem | Ronde van Vlaanderen | Parijs-Roubaix | Amstel Gold Race | Luik-Bast.‑Luik | E3 Harelbeke | Parijs-Brussel | Omloop Het Volk |  | WK op de weg |  | Wereldranglijsten |
| ---- | --------------- | ------------- | -------------------- | -------------- | ---------------- | --------------- | ------------ | -------------- | --------------- |  | ------------ |  | ----------------- |
| 1983 | 4e              | 20e           |                      | 17e            |                  |                 |              | 13e            | 14e             |  |              |  |                   |
| 1984 | ↑               | Zilver        | 10e                  | 28e            |                  |                 | 4e           | Goud           | 9e              |  |              |  | 8e (SPP)          |
| 1985 | 4e              | Goud          | ↑                    | 13e            |                  |                 | 6e           | 60e            |                 |  |              |  | 8e (SPP)          |
| 1986 | 22e             | 28e           | 10e                  | 19e            | 21e              |                 | ↑            | 4e             |                 |  |              |  |                   |
| 1987 | ↑               | 8e            | ↑                    | ↑              |                  |                 | 5e           | Brons          | 5e              |  | 14e          |  | 5e (SPP)          |
| 1988 | 11e             | 43e           | 77e                  | 49e            | 36e              | 27e             | 7e           | 58e            |                 |  |              |  | 33e (UWB)         |
| 1989 |                 | 4e            | 24e                  | 25e            |                  |                 |              | 47e            | 5e              |  |              |  | 21e (UWB)         |
| 1990 |                 | 58e           | 27e                  | 47e            | 63e              | 44e             |              | 45e            | 8e              |  |              |  |                   |
| 1991 | ↑               | 4e            | 19e                  | 35e            | 5e               | 54e             |              |                |                 |  |              |  | 18e (UWB)         |
| 1992 | 80e             | 48e           | 78e                  |                |                  |                 | ↑            | 8e             | Brons           |  |              |  |                   |
| 1993 |                 | Zilver        |                      |                |                  |                 | 4e           |                | ↑               |  |              |  |                   |
| 1994 | 58e             |               |                      |                |                  |                 | 14e          |                |                 |  |              |  |                   |
| 1995 |                 |               | 54e                  | 6e             |                  |                 |              |                |                 |  |              |  |                   |